# Classe VT2
La classe VT2 fu una classe di hovercraft costruita dalla ditta britannica Vosper-Thonrycroft nel 1972, come miglioramento della precedente classe VT1; l'unico prototipo realizzato fu a lungo testato dalla Royal Navy che tuttavia decise di non procedere al suo acquisto, e venne infine venduto al settore privato e smantellato.

## Storia
I VT2 dovevano essere una versione migliorata e ingrandita dei precedenti hovercfat classe VT1 realizzati dalla Vosper-Thonrycroft nel 1968; in particolare, la ditta britannica decise di convertire i VT1 in un mezzo completamente anfibio tramite ampie modifiche all'apparato motore. La struttura di tale grande unità era molto più potente dei leggeri hovercraft della BH, con due turbine da 8500 hp complessivi, una massa a pieno carico di oltre 100 t, e due eliche che avevano la caratteristica di essere intubate e, per evitare la scatola ingranaggi e i giunti a 90°, furono inclinate e così collegate tramite un lungo albero alle turbine situate dentro lo scafo. La plancia era sopraelevata rispetto al ponte di carico, come su di molti piccoli traghetti civili. Il controllo in direzione era possibile grazie ai timoni di direzione che erano incorporati nella struttura posteriore delle eliche intubate.
Il prototipo VT2-001 fu a lungo sperimentato dalla Royal Navy come mezzo da carico, con sistemi a pallet e un portellone anteriore di carico; poi venne modificato per l'uso come hovercraft per la lotta antimine, con una dotazione di sensori paragonabile ai cacciamine classe Hunt. I tagli alla difesa britannica nel 1982 determinarono tuttavia la chiusura del reparto sperimentale e la fine di tali esperienze: il VT2 finì venduto ad una impresa di trasporti civile, la Hoverspeed, per essere impiegato come fonte di pezzi di ricambio e, ancorato a Ramsgate, finì progressivamente per essere smantellato.